# Йегер, Ханс Хенрик
Ханс Хе́нрик Йе́гер (норв. Hans Henrik Jæger; 2 сентября 1854, Драммен— 8 февраля 1910, Христиания) — норвежский философ, писатель-анархист.

## Биография
Йегер родился в 1854 году в городке Драммен, однако большую часть своего детства провёл в Бергене. В четырнадцатилетнем возрасте выходил в море. Окончил университет в 1875 году. Некоторое время работал парламентским корреспондентом. Изучал философию, проявляя особый интерес к Канту, Гегелю и Фихте. Был знакомым и другом Эдварда Мунка, который изобразил его на нескольких картинах.

## Творчество
В 1878 году его другом Гунаром Хейбергом был опубликован философский труд Йегера, в котором он критиковал Канта за его практический идеализм. Ещё в студенческие годы Йегер стал сторонником идей детерминизма, а также объявил о том, что не признаёт мораль и религии. Он также выступал противником брака, как источника социальной несправедливости, поддерживал идеи свободной любви и социализма. Йегер принадлежал к кружку норвежской богемы, так и называвшему себя «Богема Кристиании» (норв. Kristianiabohêmen).
Выступил сперва как автор пьес «Ольга» (1883) и «Умственное искушение» (норв. En intellektuel Forførelse; 1884), а затем романа «Из жизни богемы Кристиании» (норв. Fra Kristiania-bohemen; 1886), который немедленно после публикации Кристианом Хольтерманом Кнудсеном был запрещён и конфискован, а сам Йегер был приговорён к 60 дням тюремного заключения. Его защитительная речь на суде была опубликована (норв. Min forsvarstale i høyesterett). К тому же роману примыкает и трёхтомное произведение Йегера «Эротические признания богемы» (норв. Bohemens erotiske bekjennelser; 1893—1903).
В поздние годы Йегер в большей степени посвятил себя публицистике: ему принадлежат «Библия анархиста» (норв. Anarkiets bibel; 1906) и «Азбука социализма» (норв. Socialismens ABC; 1906—1910, не окончена).